# Ander Zoilo
Ander Zoilo Cerdeira (Ordizia, Guipúzcoa, 14 de febrero de 2000) es un futbolista español que juega como defensa en el Club Deportivo Lugo de la Primera División RFEF.

## Trayectoria
Nacido en Ordizia, Guipúzcoa, en 2012 ingresó en la cantera de la Real Sociedad de Fútbol en edad infantil. Dentro del club donostiarra iría quemando etapas en Zubieta.
En la temporada 2021-22 pasó a formar parte de la plantilla de la Real Sociedad "B". El 18 de septiembre de 2021 debutó en la Segunda División ante el Real Zaragoza en un encuentro que acabaría con empate a uno, jugando los últimos 10 minutos del encuentro. Jugó un partido más y a mitad de campaña fue cedido al C. D. Calahorra para tener más participación en la Primera División RFEF.
En la temporada 2022-23 volvió a la Real Sociedad B para competir en Primera División RFEF.
El 6 de julio de 2024, pasa a formar parte de la plantilla del Club Deportivo Lugo de la Primera Federación.

## Clubes
| Club                                      | País   | Año       | Partidos | Goles |
| ----------------------------------------- | ------ | --------- | -------- | ----- |
| Real Sociedad "C"                         | España | 2019-2021 | 52       | 4     |
| Real Sociedad "B" (Segunda División)      | España | 2021-2022 | 2        | 0     |
| C. D. Calahorra (cedido)                  | España | 2022-2022 | 11       | 0     |
| Real Sociedad "B" (Primera División RFEF) | España | 2022-2024 | 12       | 0     |
| C.D. Lugo                                 | España | 2024-2025 |          |       |